# Das Ende von Eddy
Das Ende von Eddy (französischer Originaltitel: En finir avec Eddy Bellegueule) ist ein autofiktionaler Roman des französischen Schriftstellers Édouard Louis (geboren als Eddy Bellegueule).  Er erschien im Februar 2014 im Verlag Éditions du Seuil und wurde in einer deutschen Übersetzung von Hinrich Schmidt-Henkel im Februar 2015 vom S. Fischer Verlag veröffentlicht. Der Soziologie studierende Ich-Erzähler beschreibt darin seine Kindheit und Jugend in der nordfranzösischen Picardie, wo er sich seiner Homosexualität in einem homophoben dörflichen Milieu bewusst wird.

## Inhalt

### Kindheit und Jugend
Eddy Bellegueule wächst in einfachen Verhältnissen auf einem Dorf in der ländlichen, strukturschwachen Picardie in Nordfrankreich auf. Er ist das erste Kind seiner Eltern, wobei zur Familie auch noch ein Sohn und eine Tochter aus der ersten Ehe der Mutter gehören.
Der kleine Eddy erfüllt von Beginn an nicht die Männlichkeitserwartungen der dörflichen Gesellschaft und insbesondere seines Vaters. Man erwartet von einem Jungen, seine Freizeit mit Sport und Raufereien zu verbringen und später ein „Harter“ zu werden, ein Weiberheld, der sich auch mit kleinkriminellen Methoden durchsetzen kann. Eddy dagegen ist eher still, auf seine Mutter bezogen und beschäftigt sich mit „Mädchensachen“. Dies, seine schmächtige Gestalt, seine angeblich mädchenhafte Gehweise und sein Nachname (Bellegueule, auf Deutsch etwa: Schönmaul) führen dazu, dass er über seine ganze Schulzeit hinweg ein Außenseiter bleibt, der häufig außen vor gelassen, belächelt, gehänselt, verprügelt oder gedemütigt wird. Seine ersten homosexuellen Erlebnisse erfährt er mit Jungen aus der Nachbarschaft, die er für eine gewisse Zeit „jeden Tag traf, sie auszog, sie penetrierte oder von ihnen penetriert wurde“, bis die Beschäftigung der Jungen von seiner Mutter entdeckt wird. Als Eddy sich seiner Homosexualität bewusst wird, will er das verstecken und flirtet zum Schein, aber vergeblich mit Mädchen. Erst als er als guter Schüler die Zulassung zum Lycée in der Regionalhauptstadt Amiens erhält und in das zugehörige Internat zieht, kann er der dörflichen Enge und der Unterdrückung entfliehen. Dort wird er von seinen Mitschülern, die „Eddy“ für eine Verkleinerungsform halten, spontan mit „Édouard“ angeredet. Das ist somit das Ende von „Eddy“.

### Milieu der Familie
Louis beschreibt den Stolz des Durchhaltens, es in schlechtesten Umständen am unteren Ende des Proletariats irgendwie geschafft zu haben, und einen auch von den Frauen mitgetragenen Kult des männlichen Körpers und Charakters: Männliche Kraft sei Quelle eines Stolzes, der sich in Brutalität und Besäufnissen auslebt und sich homophob und rassistisch von anderer Männlichkeit abgrenzt.
Dieser Stolz entsteht, indem die mentale Selbstbehauptung der Familie zur Umdeutung von äußeren Umständen in selbst bewirkte Effekte greift: So wird Armut zu einer bewussten „Entscheidung“, körperlicher Verschleiß „liegt eben in der Familie“, die Lust sich zu amüsieren bezahlt man eben mit einem „einfachen Leben“, die Armut der anderen ist Ergebnis der Drückebergerei.
Louis beobachtet, dass die Frauen des Dorfes ihren Männern durch die Weitergabe der Geschichten und Rollenbilder sekundieren, die schon von Mädchen und Jungen Unterwerfung einfordern: Noch kinderlose, weniger abhängige Frauen gelten als „lesbisch, oder ist die frigide und muss erst noch richtig eingefickt werden“, städtische jugendliche Kleidung gilt als Zeichen von Hurerei und Lern- oder Aufstiegswillen wird als Arroganz denunziert.

## Kapitelstruktur
Das Buch ist in drei Abschnitte gegliedert. Der erste Teil mit dem Titel Erstes Buch. Picardie hat einen Untertitel: „(Ende der 1990er – Anfang der 2000er Jahre)“, der durch diesen chronologischen Hinweis den Akzent des Abschnitts auf die autobiografischen Erzählung legt. Nacheinander treten die Familie und das soziale Umfeld des Dorfes auf. Die fünfzehn Kapitel haben meist einen Umfang von weniger als zehn Seiten. Die zwei, die sich mit der in der Familie und im Dorf gelebten Männlichkeit beschäftigen, sind mit ihren vierzehn bzw. fünfzehn Seiten die längsten und betonen damit das Thema.
Der zweite Abschnitt verweist mit dem Titel Zweites Buch. Scheitern und Flucht auf die entscheidende biografische Zäsur. Der Abschnitt beginnt mit der Beschreibung der ersten homosexuellen Handlungen des jungen Eddy, der sich bisher von allem ferngehalten hatte, „was irgendwie mit Homosexualität in Verbindung gebracht werden konnte.“ Zunächst masturbieren die Jungen gemeinsam, dann wird Eddy von seinem Cousin penetriert und dabei schließlich von seiner Mutter entdeckt. Während im ersten Buch das familiäre und dörfliche Milieu im Vordergrund steht, werden im Zweiten Buch die Folgen dieses unfreiwilligen Coming-out beschrieben: das Reifen der Fluchtidee, das Scheitern der vorgetäuschten Beziehungen Eddys zu zwei Mädchen und seine „Chance zum Entkommen“ durch die Empfehlung an das Lycée Madeleine-Michelis, ein Gymnasium in Amiens.
Der dritte Abschnitt, der fünfseitige Epilog, schildert die Abreise aus dem Dorf und die Ankunft Eddys im neuen Domizil, dem Gymnasium in Amiens. Die lyrische Auflösung des Schriftbildes bis hin zu Ein- und Zweiwortzeilen signalisiert optisch die Befreiung des Erzählers und das Ende von Eddy: Sein Name wird von seinen Schulkameraden zunächst als Rufname für Édouard missverstanden und hinterlässt bei ihnen wegen des für sie ungewöhnlichen Personennamens einen positiven Eindruck: „Mann, Eddy Bellegeule, so ein Wahnsinnsname.“ Auf den Durchbruch zu dieser positiven Konnotation spielt Louis mit einem Zitat von Marguerite Duras am Anfang des Buches im Anschluss an die Widmung an: „Zum ersten Mal wird beim Aussprechen meines Namens niemand [ausgrenzend] benannt.“

## Sprache
„All das wird in einem kühlen Ton von einem Ich-Erzähler berichtet, der so wirkt, als sei er zwar dabei, aber nicht wirklich anwesend gewesen. Es ist ein Ton posttraumatischer Narkose.“ Als Erzähltempus wird durchgehend das Präteritum verwendet, das durch den „Erinnerungsschnitt“ der Nicht-Gegenwart den Erzähler „gleichsam eine Zeitlang vom Zwang der Situation [befreit].“
„Nach eigenem Bekunden hat Édouard Louis 15 oder 16 Fassungen gebraucht, um die richtige Tonalität für seinen Roman zu finden.“ Drei Sprachebenen unterscheiden sich in Schriftbild und Wortwahl: Von den im engeren Sinn autofiktional erzählenden Sequenzen heben sich die häufigen und bisweilen umfangreichen kursiv gesetzten Zitate ab, die beim Bericht der Großmutter über den kleinkriminellen Cousin Sylvain und den mit ihm verbundenen Familienstolz den Umfang mehrerer Seiten erreichen. Neben die Autofiktion tritt damit als Intention des Erzählers die Dokumentation des sich in der Sprache präsentierenden Habitus der Familie, den er auf einer dritten Ebene in soziologischen Termini reflektiert.

## Gattung
Dem Autor war es wichtig, dass das Buch im Paratext, der den Titel ergänzenden Gattungsangabe, als Roman bezeichnet wird: „Ich wollte unbedingt, dass „Roman“ auf dem Titel steht, weil ich nicht finde, dass ein Roman zwangsläufig immer fiktional sein muss. Vielleicht hat man das früher gedacht – aber umso besser, wenn man das dann eben ändert. Ein ,Roman‘ ist für mich eine ,Konstruktion‘, mit der ich mich meinem eigenen Leben angenähert habe.“
Diese nicht zwangsläufig fiktionale, sich der Realität nähernde, aber doch konstruierte Erzählung wird von der Kritik sehr unterschiedlich gelesen: Für Matthias Hennig ist das Buch „weitgehend autobiografisch“, für Dirk Fuhrig „stark autobiografisch“, für Mesut Bayraktar „keinesfalls autobiografisch“. Für Tina Rausch ist es eine „literarischsoziologische Auseinandersetzung“, für den Autor der taz eine „auto-ethnografische Erzählung“ und für Heinrich Vogler sowohl eine „soziologische Analyse“ als auch ein „autobiografischer Roman“ – wodurch sich der Kreis der Zuordnungen schließt. Dieser Schwierigkeit der Einordnung wegen wird der hybride Text auch dem Genre der Autofiktion und der Autosoziobiografie zugeordnet.
Die von Louis mit fiktiven Namen versehenen Personen wurden nachträglich von Journalisten identifiziert und angesprochen, was dem Autor den Vorwurf des Verrats sowohl aus seinem Herkunftsmilieu als auch von der französischen Linken einbrachte. Während Louis an den Figuren „allgemeingültige Fragen“ und die Auswirkungen des sozialen Systems demonstrieren wollte, warfen ihm die Personen aus dem Herkunftsmilieu vor sie zu denunzieren; Mitglieder der Linken verübelten ihm den Aufstieg in das Bildungsbürgertum.

## Rolle der Soziologie
„Louis’ Werke lassen sich (…) als literarische Illustrationen von Bourdieus Gewalterhaltungssatz lesen, demzufolge die von den entfesselten Finanzmärkten ausgeübte soziostrukturelle Gewalt auf die davon Betroffenen in Form von Kriminalität, Alkoholismus und Suizid zurückwirkt. (…) Dabei orientiert sich die Literatur an der zur Leitdisziplin aufgestiegenen Soziologie.“
Louis reflektiert mit soziologischem Vokabular über die enormen Widerstände seines Herkunftsmilieus gegen eine Änderung der Situation. Er dokumentiert die Zerrissenheit „zwischen restloser Unterwerfung und fortwährendem Aufstand“ in vielen Mikrosequenzen aus dem Familienalltag. Dieselben erniedrigenden Erfahrungen würden „Generation um Generation wiederholt und der beharrliche Widerstand, etwas daran zu ändern.“
In der Perspektive des Autors verbinden sich diese widersprüchlichen Lebensweisen von Widerstand und sozialer Unterwerfung. Es gebe „eine scheinbare Inkongruenz nur in den Augen dessen (…), der außerstande ist, die Logik zu erkennen, aus der Diskurse und Lebenspraxis entspringen. Dass mehrere Diskurse sie [die Mutter] durchzogen und durch sie sprachen, dass sie ständig hin- und hergerissen war, zwischen der Scham angesichts ihrer mangelnden Bildung und dem Stolz, dass sie es dennoch, wie sie es sagte, geschafft und schöne Kinder großgezogen hatte, und dass diese beiden Diskurse nur miteinander und durcheinander existierten.“
Die Kombination aus Armutsscham und „falschem Stolz“ bewirke, dass die soziale „Hierarchie von Herrschenden und Beherrschten stets [gemeinsam] aufrechterhalten werden kann.“ „Die Scham lässt einen verstummen und zementiert die Verhältnisse“ – der ergänzende Schlüsselfaktor der Selbstunterwerfung subalterner Klassen ist die stolze Verweigerung des Lernens und der frühe Ausstieg aus dem Bildungssystem: „Mein Vater hat mit 14 Jahren die Schule abgebrochen. Er dachte, es sei ein Zeichen von Männlichkeit, Schule bescheuert zu finden, auf keinen Fall ein Buch zu lesen, sich blöd gegenüber den Lehrern zu benehmen. All das brachte ihm Respekt bei seinen Freunden ein. Geschlechterstereotype können also genauso destruktiv sein wie Armut.“

## Einflüsse
Das Buch ist Louis’ Lehrer und Weggefährten Didier Eribon gewidmet. Louis und seine Werke werden der linken „littérature engagée“ und linken „sozialphilosophischen Theorien“ zugeordnet, zu denen die Werke Sartres, Michel Foucaults, Pierre Bourdieus, und Geoffroy de Lagasneries ebenso gehören wie die Annie Ernauxs, Sophie Calles und Xavier Dolans. Im Gespräch mit Alex Rühle bekennt Louis, gegen Rechtsextremismus und Rechtskonservatismus „eine neue linke Debatte mitzuentwerfen.“

## Rezeption
Das Buch, das aufgrund der Kontakte seines Mentors, des Autors und Soziologen Didier Eribon, sofort bei einem der großen französischen Verlage erschien, wurde schnell zu einer literarischen Sensation und neben dem Deutschen ins Albanische, Chinesische, Englische, Italienische, Japanische, Niederländische, Norwegische, Schwedische und Spanische übersetzt.
Im Unterschied zur Gattungsfrage sind Selbstdeutung und Deutung des Werkes trotz unterschiedlicher Akzente recht einheitlich: „Ich wollte zeigen, wie meine Eltern und fast alle im Dorf von den Verhältnissen zerschmettert werden. Und wie sie die Gewalt, die ihnen durch soziale Exklusion und Arbeitslosigkeit widerfährt, als Homophobie, Alkoholismus, Rassismus, Misogynie und Alltagsaggression weitergeben.“ Dieser Bericht aus der Welt des „Lumpenproletariats“ (Louis) drehe sich um „Klassenverhältnisse“. Die Auseinandersetzung mit sozialer und struktureller Gewalt sei für Louis Teil eines „politischen Projekts“, in welchem er am Beispiel seines Herkunftsmilieus vor allem die Wählerschicht des „Front National“ analysiere.
Der Film Marvin (2017) von Anne Fontaine basiert auf dem Buch.

## Filmische Umsetzung
Der 2017 veröffentlichte und mit dem Queer Lion ausgezeichnete Film Marvin von Anne Fontaine basiert auf dem Roman.